# Gäste bei Horst Jankowski
Gäste bei Horst Jankowski ist ein Jazzalbum von Horst Jankowski, Rolf Kühn und Wolfgang Schlüter. Die am 7. November 1961 in der Liederhalle in Stuttgart entstandenen Aufnahmen erschienen als Langspielplatte 1962 auf Metronome Records. 2014 wurde das Album als Download bei Sonorama wiederveröffentlicht.

## Hintergrund
In der vom Süddeutschen Rundfunk seit 1955 ausgestrahlten Sendung Treffpunkt Jazz trat eine Vielzahl internationaler Stars auf. Am 7. November 1961 aber standen in der Stuttgarter Liederhalle ausschließlich deutsche Musiker auf der Bühne. Als Gastgeber fungierte Pianist Horst Jankowski, der die damaligen Stars der westdeutschen Jazzszene, den Klarinettisten Rolf Kühn und den Vibraphonisten Wolfgang Schlüter eingeladen hatte. Hinzu kamen bei einem Teil der gespielten Stücke Mitglieder des Orchesters von Erwin Lehn – Conny Jackel (Trompete), Bernd Rabe (Altsaxophon), Peter Witte (Kontrabass) und Ferry Tagscherer am Schlagzeug. Beim Repertoire wurde besonderen Wert auf das Swing-Ideal gelegt; der Rolf-Kühn-Beitrag „Blues March“, der kurz vor dem Konzert um den Begriff „NATO“ ergänzt wurde, orientiert sich weitgehend am Stil der Jazz Messengers in der damaligen Besetzung mit Benny Golson und Lee Morgan. Zum Abschluss wurde der beliebte Swing-Standard „Shine“ von der gesamten Band vorgetragen.

## Titelliste
- Gäste bei Horst Jankowski (Metronome – MLP 15096, Sonorama L-81)[1]

1. Nato Blues March (Rolf Kühn) 4:51
2. Memories of You (Andy Razaf, Eubie Blake) 4:00
3. Blue Mood (Horst Jankowski) 6:28
4. Wolf’s Blues (Wolfgang Schlüter) 3:37
5. Shine (Cecil Mack, Ford Dabney, Lew Brown) 3:37
6. You Are Too Beautiful (Rodgers & Hart) 5:15
7. Cute (Neal Hefti) 4:27
8. Polka Dots and Moonbeams (Johnny Burke, Jimmy Van Heusen) 4:37
9. Metro Gnome (Horst Jankowski) 4:26
10. Straight Talk (Rolf Kühn) 4:49

## Rezeption
Auf den beherzten Ruf von Rolf Kühn in seinem „Straight Talk“ kommen alle zurück auf die Bühne: Let’s talk about Swing!, hieß es in den Original-Liner Notes der LP von Dieter Zimmerle. Und das sei auch das Markenzeichen dieses Jazztreffens gewesen: die musikalische Unterhaltung einiger der profiliertesten deutschen Musiker für ein aufgeschlossenes Publikum. Kein Protest, keine Sensation, kein Problem und kein Experiment, aber auch kein Klischee, kein Schummeln, keine Show und kein Fischen. „Music just for fun“, wie die Amerikaner sagen würden. In diesem Sinne sei die Platte definitiv ein Erfolg und würde für sich selbst sprechen.
Ihre Versatilität beweise diese in verschiedenen Stärken und Kombinationen auftretende Ausnahme-Band beim steten Wechsel zwischen Modern Jazz und klassischem Swing; auch New Orleans Jazz und Bop würden gestreift, hieß es in Popsike. Die schönsten Momente seien wie so oft die intimsten; etwa das von Schlüter komponierte Vibraphon/Bass-Duett „Wolfs Blues“ oder das Zwiegespräch zwischen Kühn und Jankowski über „Polka Dots and Moonbeams“.